# Maliattha subfixa
Maliattha subfixa là một loài bướm đêm trong họ Noctuidae.